# Victoria của Hessen và Rhein
Victoria của Hessen và Rhein, sau là Victoria Mountbatten, Hầu tước phu nhân xứ Milford Haven  (tên đầy đủ: Victoria Alberta Elisabeth Mathilde Marie; 5 tháng 4 năm 1863 – 24 tháng 9 năm 1950) là con gái lớn của Ludwig IV của Hessen và Rhein và Alice của Liên hiệp Anh, con gái thứ hai của Victoria I của Liên hiệp Anh và Albrecht xứ Sachsen-Coburg và Gotha.
Victoria sinh ra tại Lâu đài Windsor với sự có mặt của bà ngoại là Nữ vương Victoria. Đại Công nữ được nuôi dưỡng ở Đức và Anh. Mẹ của Victoria qua đời khi các em của Victoria vẫn còn nhỏ, do đó Victoria phải chịu trách nhiệm chăm coi cho các em của mình từ sớm. Trước sự phản đối của cha, Victoria kết hôn với người em họ có xuất thân từ một cuộc hôn nhân bất đăng đối là Louis xứ Battenberg, một sĩ quan trong Hải quân Vương thất của Vương quốc Liên hiệp Anh, và dành phần lớn thời gian của cuộc sống hôn nhân ở nhiều nơi ở Châu Âu tại các đồn hải quân của chồng cũng như đến thăm nhiều người họ hàng của mình. Victoria được gia đình nhận định là người có quan điểm phóng khoáng, thẳng thắn, thực tế và vui tươi.
Trong Chiến tranh thế giới thứ nhất, Victoria và chồng đã từ bỏ tước vị Đức của mình và lấy họ Mountbatten, một phiên bản Anh hóa của từ "Battenberg" trong tiếng Đức. Hai em gái của Đại Công nữ— Elisabeth và Alix của Hessen và Rhein, hai người đã kết hôn với Hoàng thất Nga — đã bị những người thuộc phe Bolshevik xử chết. Victoria là mẹ của Vương hậu Louise của Thụy Điển và chính khách người Anh cũng như là sĩ quan Hải quân Vương thất Louis Mountbatten, Bá tước Mountbatten thứ 1 của Miến Điện; bà ngoại của Philippos của Hy Lạp và Đan Mạch, Công tước xứ Edinburgh, chồnng của Nữ vương Elizabeth II của Liên hiệp Anh và là bà cố nội của Quốc vương Charles III của Liên hiệp Anh.

## Những năm đầu đời

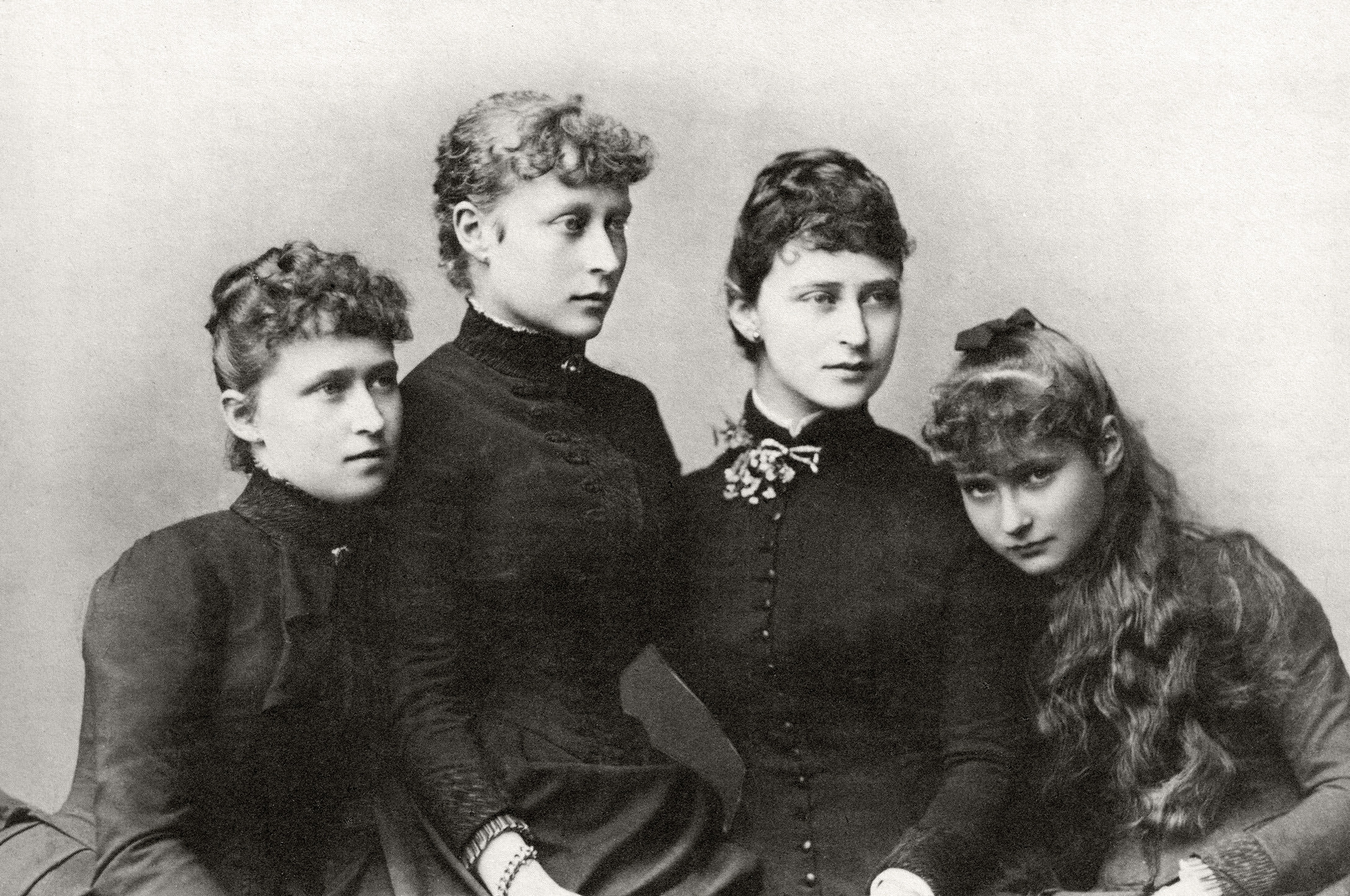
Bốn chị em nhà Hessen: (từ trái sang phải) Irene, Victoria, Elisabeth và Alix của Hessen và Rhein, năm 1885

Victoria được sinh ra vào ngày Chúa nhật Phục sinh tại Lâu đài Windsor trước sự chứng kiến của bà ngoại, Nữ vương Victoria. Đại Công nữ được rửa tội theo đức tin Luther trong Phòng Vẽ Xanh ở Lâu đài Windsor, trong vòng tay của Nữ vương vào ngày 27 tháng 4. Cha mẹ đỡ đầu của Victoria là Nữ vương Victoria I của Liên hiệp Anh, Vương tôn nữ Mary Adelaide xứ Cambridge, Ludwig III xứ Hessen và Rhein (đại diện bởi Đại Công tử Alexander xứ Hessen và Rhein), Thân vương xứ Wales và Đại Công tử Heinrich xứ Hessen và Rhein.
Victoria trải qua những năm đầu đời tại Bessungen, ngoại ô Darmstadt, cho đến khi gia đình chuyển đến Cung điện Mới ở Darmstadt khi Đại Công nữ mới ba tuổi. Ở đó, Victoria ở chung phòng với em gái Elisabeth cho đến khi trưởng thành. Victoria nhận được nền giáo dục tư thục theo tiêu chuẩn cao và trong suốt cuộc đời mình, Đại Công nữ là một người ham đọc sách.
Trong cuộc xâm lược Hessen của Phổ vào tháng 6 năm 1866, Victoria và Elisabeth được gửi đến Anh để sống với bà ngoại cho đến khi xung đột chấm dứt do sự sáp nhập Hessen-Kassel và một phần của Hessen-Darmstadt vào Phổ. Trong Chiến tranh Pháp–Phổ vào năm 1870, các bệnh viện quân sự đã được thành lập trong khuôn viên cung điện ở Darmstadt, và Victoria cùng mẹ mình là Vương nữ Alice phụ giúp công việc phân phát các suất ăn. Một trải nghiệm khó quên đối Victoria khi làm công việc này là cánh tay bị bỏng vì súp nóng trong cái lạnh buốt giá của mùa đông.
Năm 1872, người em trai mười tám tháng tuổi của Victoria là Friedrich, được chẩn đoán mắc bệnh máu khó đông. Việc chẩn đoán xảy ra như một cú sốc đối với các Vương thất châu Âu; đã hai mươi năm kể từ khi Nữ vương Victoria sinh ra một người con trai mắc bệnh máu khó đông là Vương tử Leopold của Liên hiệp Anh, Công tước xứ Albany, và đó là dấu hiệu đầu tiên cho thấy căn bệnh này trong Vương thất có tính di truyền. Một năm sau đó, Friedrich rơi từ cửa sổ xuống bậc đá và qua đời. Đó là bi kịch đầu tiên trong số các bi kịch của gia đình Hessen.

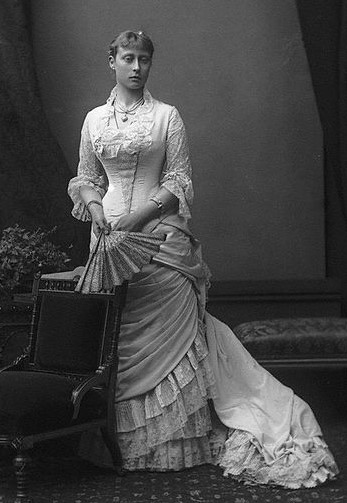
Ảnh chụp bởi Alexander Bassano, năm 1878

Đầu tháng 11 năm 1878, Victoria mắc bệnh bạch hầu. Elisabeth nhanh chóng được chuyển ra khỏi phòng và là thành viên duy nhất trong gia đình không mắc bệnh. Trong nhiều ngày, Alice, mẹ của Victoria, chăm sóc các con nhưng không thể cứu được cô con gái út Marie, người đã qua đời vào giữa tháng 11. Ngay khi những người còn lại trong gia đình dường như đã bình phục thì Alice lại ngã bệnh. Vương nữ Alice qua đời vào ngày 14 tháng 12, trùng với ngày giỗ của cha Alice là Albrecht xứ Sachsen-Coburg và Gotha. Là người con cả, Victoria phải đảm nhận một phần trách nhiệm như một người mẹ đối với các em cũng như là người hỗ trợ cho cha. Sau này Victoria đã viết rằng: "Cái chết của mẹ tôi là một mất mát không gì có thể bù đắp được... Tuổi thơ của tôi kết thúc bằng cái chết của bà, vì tôi trở thành người lớn nhất và có trách nhiệm nhất".

## Hôn nhân và gia đình
Tại các buổi họp mặt gia đình, Victoria thường gặp gỡ Thân vương tử Louis xứ Battenberg, người chú họ bên nội và là thành viên của một nhánh bất đăng đối của gia tộc Hessen. Louis đã nhập quốc tịch Anh và đang phục vụ với tư cách là sĩ quan trong Hải quân Vương thất. Vào mùa đông năm 1882, họ gặp lại nhau tại Darmstadt và đính hôn vào mùa hè năm sau.
Sau một khoảng thời gian trì hoãn ngắn ngủi vì cái chết của cậu Victoria là Vương tử Leopold của Liên hiệp Anh, Công tước xứ Albany, Victoria kết hôn với Louis vào ngày 30 tháng 4 năm 1884 tại Darmstadt. Cha của Victoria không chấp thuận mối quan hệ này; vì theo quan điểm của Ludwig IV, người em họ Louis - không có nhiều tiền và cấm Louis đụng đến tài sản của Victoria, vì cặp đôi sẽ sống ở Anh. Tuy nhiên, Victoria là người có tư tưởng độc lập và không mấy để ý đến sự bất mãn của cha mình. Đáng chú ý là ngay tối hôm đó, cha của Victoria đã bí mật kết hôn với tình nhân của mình là Nữ Bá tước Alexandrine von Hutten-Czapska, vợ cũ của Alexander von Kolamine, đại biện Nga ở Darmstadt. Cuộc hôn nhân của Ludwig IV với một người đã ly hôn không cùng đẳng cấp đã gây sốc cho toàn thể Vương thất châu Âu và trước áp lực từ phía ngoại giao và gia đình, cha của Victoria buộc phải tìm cách hủy bỏ cuộc hôn nhân này.
Trong mười sáu năm tiếp theo, Victoria và Louis có với nhau bốn người con:
| Tên    | Sinh                | Mất                 | Hôn nhân |
| ------ | ------------------- | ------------------- | --- |
| Alice  | 25 tháng 2 năm 1885 | 5 tháng 12 năm 1969 | Kết hôn năm 1903 với Andreas của Hy Lạp và Đan Mạch. Có 5 người con, trong đó có Philippos của Hy Lạp và Đan Mạch, Công tước xứ Edinburgh |
| Louise | 13 tháng 7 năm 1889 | 7 tháng 3 năm 1965  | Kết hôn năm 1923 với Gustaf VI Adolf của Thụy Điển (cuộc hôn nhân thứ 2 của Gustaf VI Adolf). Một người con gái sinh non.                 |
| George | 6 tháng 11 năm 1892 | 8 tháng 4 năm 1938  | Kết hôn năm 1916 với Nadezhda Mikhaylovna xứ Torbi. Có hai con.                                                                           |
| Louis  | 25 tháng 6 năm 1900 | 27 tháng 8 năm 1979 | Kết hôn năm 1922 với Edwina Cynthia Annette Ashley Có hai con.                                                                            |

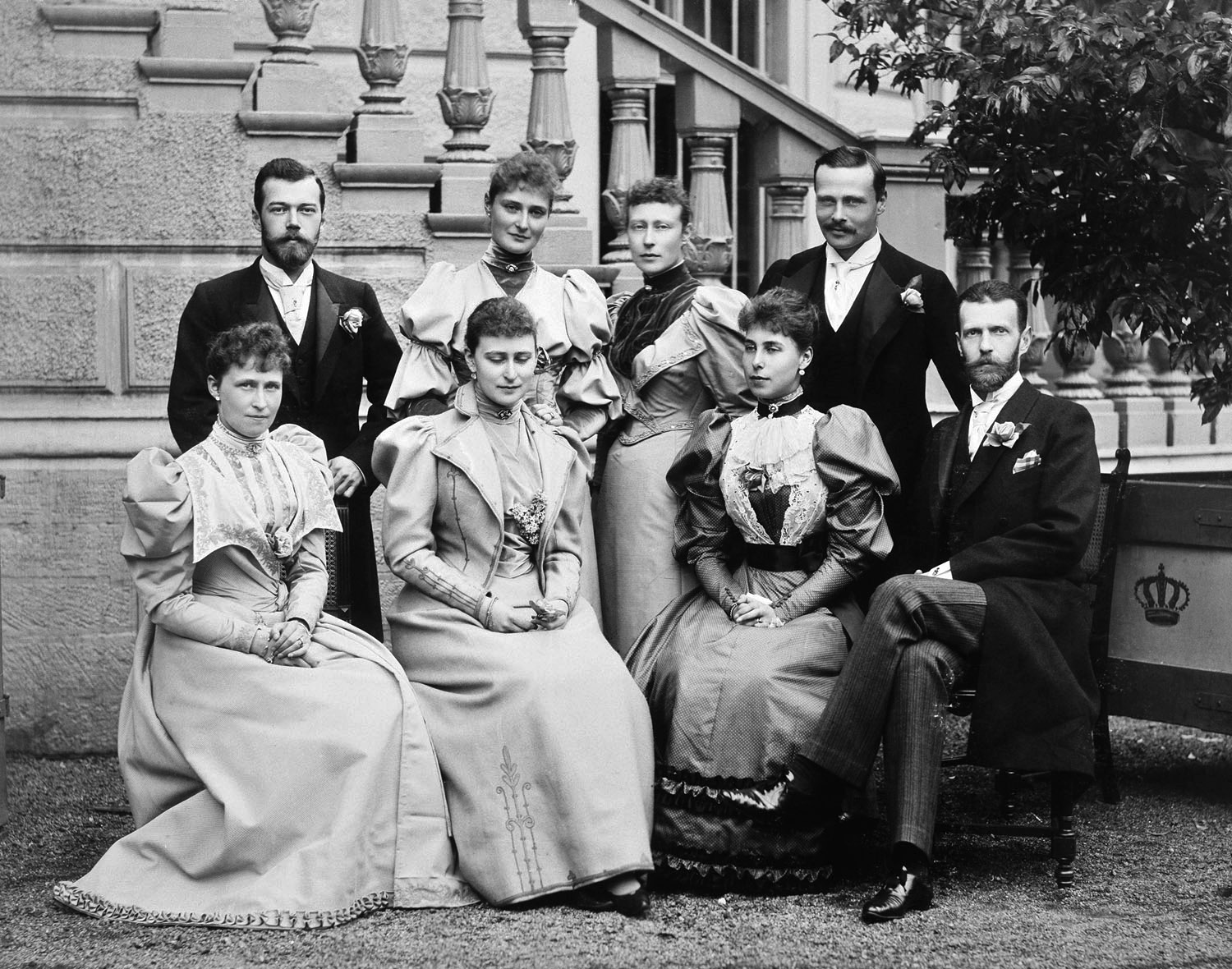
Victoria (hàng sau, thứ hai từ phải sang) trong lễ cưới của em trai Ernst Ludwig (hàng sau, bên phải) với Victoria Melita của Sachsen-Coburg và Gotha (ngồi, thứ hai từ phải sang) năm 1894. Nikolai II của Nga và em gái Alix ngồi ở hàng sau bên trái, Irene và Elisabeth ngồi hàng đầu bên trái, và Sergey Aleksandrovich của Nga (chồng của Elisabeth) ngồi bên phải.

Gia đình Victoria lần lượt sống tại các dinh thự ở Chichester, Sussex, Walton-on-Thames và Lâu đài Heiligenberg, Jugenheim. Khi Louis phục vụ trong Hạm đội Địa Trung Hải, Victoria đã trải qua vài mùa đông ở Malta. Năm 1887, Victoria mắc phải bệnh thương hàn nhưng sau khi được chồng chăm sóc, Victoria đã hồi phục hoàn toàn vào tháng 6 để tham dự Đại lễ Vàng của Nữ vương Victoria ở Luân Đôn. Victoria có sự quan tâm đến khoa học và đã vẽ một bản đồ địa chất chi tiết của Malta, đồng thời còn tham gia vào các cuộc khai quật khảo cổ cả trên đảo và ở Đức. Trong những tập sách bìa da, Victoria lưu giữ những ghi chép tỉ mỉ về những cuốn sách mà mình đã đọc, trong đó tiết lộ nhiều mối quan tâm của Victoria, bao gồm cả về triết học xã hội chủ nghĩa.
Victoria đã đích thân dạy dỗ các con và cho chúng tiếp xúc với những ý tưởng và phát minh mới. Đại Công nữ đã dạy học cho đứa con trai nhỏ Louis cho đến khi con trai được mười tuổi. Louis đã nói về mẹ vào năm 1968 rằng Victoria là "một bộ bách khoa toàn thư sống động. Trong suốt cuộc đời mình, bà đã tích lũy kiến thức về mọi thể loại chủ đề, và bà có một thiên phú tuyệt vời là có thể khiến mọi thứ trở nên thú vị khi dạy chúng cho tôi. Bà ấy là người có tổ chức, chúng tôi có thời gian biểu cho từng môn học và tôi phải chuẩn bị bài, và còn hơn thế nữa. Mẹ đã dạy tôi làm việc chăm chỉ và phải tỉ mỉ. Bà là người thẳng thắn và cởi mở đến mức khá khác thường trong các thành viên của Vương thất. Và mẹ tôi cũng hoàn toàn không có thành kiến về chính trị, màu da và những thứ tương tự."
Năm 1906, Victoria đã bay trên một chiếc tàu bay Zeppelin, và sau đó còn táo bạo hơn nữa khi bay trên một chiếc máy bay hai tầng cánh mặc dù nó "không được chế tạo để chở hành khách và chúng tôi đã ngồi một cách chắc chắn trên một chiếc ghế đẩu nhỏ bám sát chắc lưng của mọi người". Cho đến năm 1914, Victoria thường xuyên đến thăm họ hàng của mình ở nước ngoài ở cả Đức và Nga, trong đó có hai người em gái đã kết hôn với Hoàng thất Nga là Elisabeth – kết hôn với Đại vương công Sergey Aleksandrovich của Nga và Alix – kết hôn với Hoàng đế Nikolai II của Nga. Victoria là một trong những người đã cố gắng thuyết phục em gái Alix thoát khỏi ảnh hưởng của Rasputin. Khi chiến tranh giữa Đức và Anh bùng nổ vào năm 1914, Victoria và con gái Louise, bấy giờ đang ở Nga tại Yekaterinburg. Bằng tàu hỏa và tàu hơi nước, hai mẹ con đến Sankt-Petersburg và từ đó qua Tornio đến Stockholm. Hai mẹ con khởi hành từ Bergen, Na Uy, trên "chuyến tàu cuối cùng" trở về Anh.

## Cuộc sống sau này

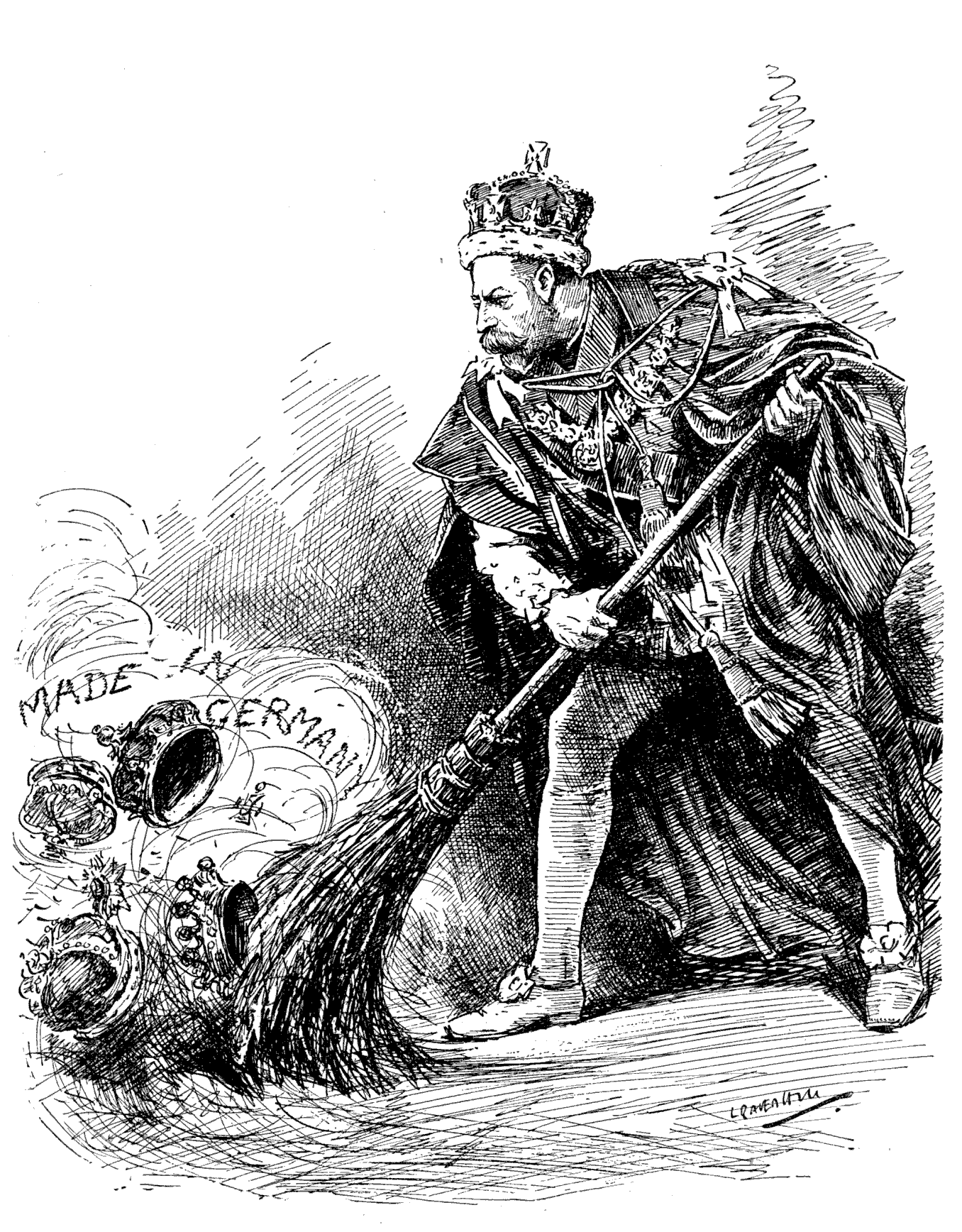
Một bức tranh biếm họa của tạp chí Punch năm 1917 mô tả Quốc vương George V đang quét sạch các tước hiệu Đức do các thành viên trong gia đình Quốc vương nắm giữ.

Thân vương tử Louis bị buộc phải từ chức khỏi hải quân khi chiến tranh thế giới thứ nhất bắt đầu nổ ra vì gốc gác Đức của Louis đã trở thành một điều xấu hổ, và cặp đôi đã nghỉ hưu trong những năm chiến tranh tại Điện Kent trên Đảo Wight, nơi Victoria đã được dì là Vương nữ Louise tặng cho. Victoria đã đổ lỗi cho việc chồng mình bị buộc phải từ chức là do Chính phủ "chỉ có số ít người tôn trọng hoặc tin tưởng".   Victoria không tin tưởng Đệ nhất Đại thần Hải quân lúc bấy giờ là Winston Churchill, cho rằng Winston không đáng tin cậy - vì Winston đã từng mượn một cuốn sách và không trả lại. Sự thù địch của công chúng đối với Đức đã khiến Quôc vương George V của Liên hiệp Anh phải từ bỏ các tước hiệu Đức của mình, đồng thời vào ngày 14 tháng 7 năm 1917, Louis và Victoria cũng từ bỏ tước hiệu Đức của họ và lấy phiên bản Anh hóa của họ Battenberg là Mountbatten làm họ của mình. Bốn tháng sau, Louis được George V phong làm Hầu tước xứ Milford Haven. Trong chiến tranh, hai em gái của Victoria là Alix và Elisabeth của Hessen và Rhein đã bị sát hại trong Cuộc cách mạng Nga, và em trai Ernst Ludwig đã bị phế truất. Trong chuyến thăm Nga lần cuối vào năm 1914, Victoria đã lái xe ngang qua một ngôi nhà ở Yekaterinburg, nơi mà Alix cùng gia đình sau này bị giết hại. Vào tháng 1 năm 1921, sau một cuộc hành trình dài và phức tạp, thi hài của Elisabeth được an táng tại Jerusalem trước sự chứng kiến của Victoria. Trong khi đó, thi hài của Alix không bao giờ được tìm thấy khi Victoria còn sống.
Chồng của Victoria qua đời ở Luân Đôn vào tháng 9 năm 1921. Sau khi gặp vợ tại Câu lạc bộ Hải quân và Quân sự ở Piccadilly, Louis phàn nàn rằng mình cảm thấy không khỏe và Victoria đã thuyết phục chồng nghỉ ngơi trong một căn phòng mà họ đã đặt trong khu phụ của câu lạc bộ. Victoria đã gọi cho bác sĩ và được kê đơn một số loại thuốc, sau đó Victoria đã ra ngoài mua thuốc theo đơn ở một hiệu thuốc gần đó. Khi Victoria quay lại thì Louis đã qua đời. Trong thời kỳ góa bụa, Victoria chuyển đến một dinh thự thuộc diện grace-and-favour của Cung điện Kensington và, theo lời của nhà tiểu sử của Victoria, "trở thành hình mẫu của một nữ chủ của gia tộc đối với đời sống của các Vương thất châu Âu còn tồn tại". Năm 1930, con gái lớn của Viktora là Alice bị suy nhược thần kinh và được chẩn đoán mắc bệnh tâm thần phân liệt. Ở thập niên tiếp theo, Victoria chịu phần lớn trách nhiệm phần lớn trong việc giáo dục và nuôi dạy cháu trai là Vương tôn Philippos của Hy Lạp và Đan Mạch trong khoảng thời gian cha mẹ của Philippos ly thân và mẹ Vương tôn bị đưa vào viện tâm thần. Vương tôn Philippos (sau này chính là Vương phu Philip, chồng của Elizabeth II của Liên hiệp Anh) đã chia sẻ rằng: "Tôi rất quý bà ngoại và bà đã luôn giúp đỡ tôi. Bà rất tốt với trẻ con... bà đã tiếp cận chúng cách hợp lý. Bà đã đối xử với chúng theo lẽ cần có - đó là kết hợp hài hòa giữa lý trí và tình cảm."

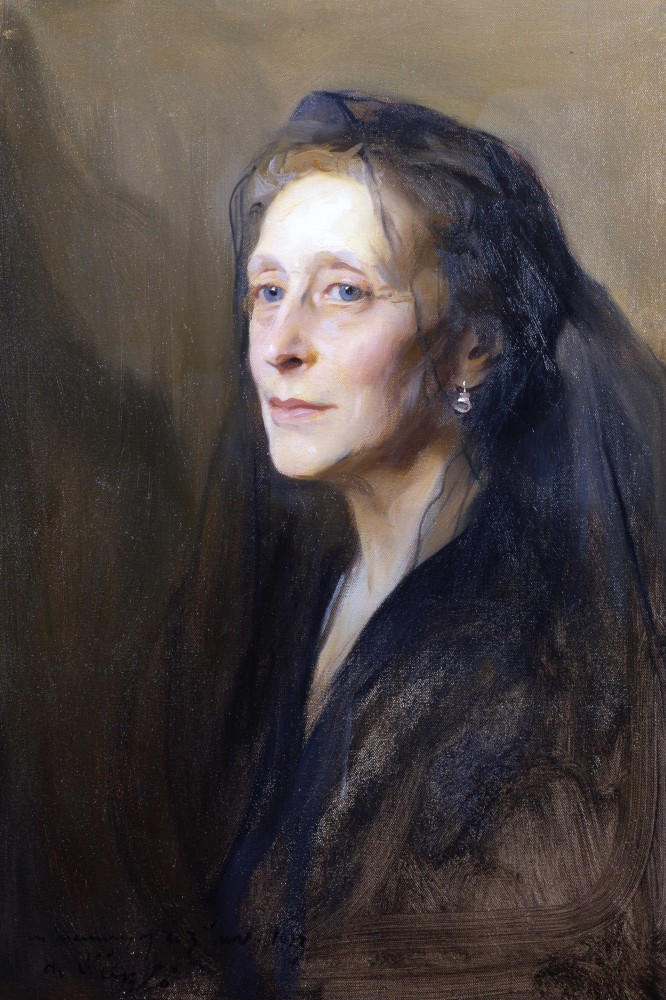
Chân dung bởi Philip de László năm 1937.

Năm 1937, em trai Ernst Ludwig của Victoria qua đời và ngay sau đó người em dâu góa bụa, cháu trai, cháu gái và hai người chắt của Victoria đều qua đời trong một vụ tai nạn máy bay ở Ostend. Một người cháu ngoại của Victoria là Vương tôn nữ Kaikilia của Hy Lạp và Đan Mạch đã kết hôn với cháu trai gọi bác của Victoria (con trai của Ernst Ludwig) là Georg Donatus xứ Hessen và Rhein. Hai vợ chồng cùng hai con trai nhỏ là Ludwig và Alexander đều bị giết chết khi ở trên máy bay. Con út của Kaikilia là Johanna, không có mặt trên máy bay và được chú là Đại Công tử Ludwig Hermann xứ Hessen và Rhein nhận nuôi nhưng Johanna chỉ sống lâu hơn cha mẹ và các anh trai mười tám tháng rồi qua đời năm 1939 vì bị viêm màng não.
Bi kịch tiếp theo xảy ra ngay sau đó khi con trai của Victoria là George qua đời vì bệnh ung thư xương vào năm sau. Cháu nội của Victoria là Phu nhân Pamela Hicks, nhớ rõ những giọt nước mắt của bà nội tại thời điểm đó. Trong Chiến tranh thế giới thứ hai, Victoria phải rời khỏi Cung điện Kensington vì nơi đây bị ném bom và phải sống một thời gian tại Lâu đài Windsor cùng với Quốc vương George VI. Người con trai còn sống của Victoria là Louis và hai cháu trai David Mountbatten và Vương tôn Philippos phục vụ trong Hải quân Vương thất, trong khi những người thân ở Đức của Victoria lại chiến đấu ở bên đối lập. Trong khoảng thời gian này, Victoria chủ yếu thời gian để đọc sách và lo lắng cho con cái. Con gái Alice của Victoria vẫn ở Hy Lạp, lúc bấy giờ đã bị chiếm đóng và không thể liên lạc với mẹ trong 4 năm khi chiến tranh lên đến đỉnh điểm. Sau chiến thắng của quân Đồng Minh, Louis được phong làm Tử tước Mountbatten của Miến Điện và được đề nghị giữ chức vụ Phó vương Ấn Độ, nhưng Victoria phản đối quyết liệt việc con trai tiếp nhận vị trí này vì biết rằng việc này sẽ nguy hiểm và khó khăn cho con trai nhưng Louis không thay đổi quyết định.
Ngày 15 tháng 12 năm 1948, Thái Hầu tước phu nhân Victoria tham dự lễ rửa tội của cháu chắt là Vương tôn Charles xứ Edinburgh. Victoria là một trong tám cha mẹ đỡ đầu, cùng với Quốc vương George VI và Thái hậu Mary và Vương nữ Margaret của Liên hiệp Anh, Quốc vương Haakon VII của Na Uy, Vương tử Georgios của Hy Lạp và Đan Mạch, Phu nhân Brabourne và David Bowes-Lyon.
Victoria mắc bệnh viêm phế quản (Victoria đã hút thuốc từ năm 16 tuổi) tại nhà của Bá tước Mountbatten ở Broadlands, Hampshire vào mùa hè năm 1950. Với câu nói "thà mất ở nhà", Victoria đã chuyển về Cung điện Kensington và qua đời tại đây vào ngày 24 tháng 9 cùng năm, thọ 87 tuổi. Victoria được chôn cất bốn ngày sau đó trong khuôn viên Nhà thờ Thánh Mildred, Whippingham trên Đảo Wight.

## Di sản
Với sự giúp đỡ của thị tùng là Nam tước Sophie Buxhoeveden, Victoria đã viết một cuốn hồi ký hiện được lưu giữ tại kho lưu trữ Mountbatten tại Đại học Southampton. Cuốn hồi ký là một nguồn tài liệu thú vị cho các nhà sử học vương thất. Tuyển tập các bức thư của Nữ vương Victoria gửi cho cháu gái Victoria đã được xuất bản kèm với lời bình của Richard Hough và lời giới thiệu của cháu gái của Victoria là Patricia Mountbatten.
Louis Mountbatten đã từng nhắc về mẹ một cách trìu mến: "Mẹ tôi là người thích nghi rất nhanh, nói rất nhiều, rất xông xáo và thích tranh luận. Với bộ não tuyệt vời của mình, bà đã uốn nắn trí thông minh của mọi người." Cháu gái của Victoria cho rằng bà của mình "đáng gờm nhưng không bao giờ đáng sợ"... một người phụ nữ vô cùng thật thà, luôn hướng về lẽ phải và khiêm tốn". Victoria đã tự viết văn bia của riêng mình vào cuối đời trong những lá thư gửi và trò chuyện với con trai rằng: "Điều sẽ sống mãi trong lịch sử là những việc tốt cả mỗi cá nhân và không liên quan gì đến cấp bậc hay chức danh"... Mẹ chưa bao giờ nghĩ rằng bản thân sẽ chỉ được biết đến với cái danh mẹ của con. Bây giờ con đã quá nổi tiếng và không có ai biết chi về mẹ, và mẹ cũng chẳng mong rằng họ biết."

## Huân chương
- Đại Công quốc Hessen: Bậc Dame của Huân chương Sư tử Vàng, 1 tháng 1 năm 1883[48]
- Vương quốc Phổ: Huân chương Hồng Thập tự, Đẳng thứ 1[49]
- Đế quốc Nga: Bậc Dame Grand Cross của Huân chương Thánh Yekaterina[49]
- Liên hiệp Anh:[49]
  - Huân chương Đại lễ Vàng của Nữ vương Victoria, năm 1887
  - Huân chương Vương thất Victoria và Albert, Đẳng thứ 1[50]

## Gia phả
| \| \| \| \| \| \| \| \| \| \| \| \| \| \| \| \| \| \| \| \| 16. Ludwig I xứ Hessen và Rhein[51] \| \| \| \| \| \| \| \| \| \| \| \| \| \| \| \| \| \| \| \| \| \| \| \| \| \| \| \| \| \| \| \| \| \| \| \| \| \| \| \| \| \| \| \| \| \| \| \| \| \| \| \| \| \| 8. Ludwig II xứ Hessen và Rhein[52] \| \| \| \| \| \| \| \| \| \| \| \| \| \| \| \| \| \| \| \| \| \| \| \| \| \| \| \| \| \| \| \| \| \| \| \| \| \| \| \| \| \| \| \| \| \| \| \| \| \| \| \| \| \| 17. Luise Henriette Karoline xứ Hessen-Darmstadt[51] \| \| \| \| \| \| \| \| \| \| \| \| \| \| \| \| \| \| \| \| \| \| \| \| \| \| \| \| \| \| \| \| \| \| \| \| \| \| \| \| \| \| \| \| \| \| \| \| \| \| \| \| \| \| 4. Karl xứ Hessen và Rhein[53] \| \| \| \| \| \| \| \| \| \| \| \| \| \| \| \| \| \| \| \| \| \| \| \| \| \| \| \| \| \| \| \| \| \| \| \| \| \| \| \| \| \| \| \| \| \| \| \| \| \| \| \| \| \| 18. Karl Ludwig xứ Baden[54] \| \| \| \| \| \| \| \| \| \| \| \| \| \| \| \| \| \| \| \| \| \| \| \| \| \| \| \| \| \| \| \| \| \| \| \| \| \| \| \| \| \| \| \| \| \| \| \| \| \| \| \| \| \| 9. Wilhelmine xứ Baden[52] \| \| \| \| \| \| \| \| \| \| \| \| \| \| \| \| \| \| \| \| \| \| \| \| \| \| \| \| \| \| \| \| \| \| \| \| \| \| \| \| \| \| \| \| \| \| \| \| \| \| \| \| \| \| 19. Amalie xứ Hessen-Darmstadt[54] \| \| \| \| \| \| \| \| \| \| \| \| \| \| \| \| \| \| \| \| \| \| \| \| \| \| \| \| \| \| \| \| \| \| \| \| \| \| \| \| \| \| \| \| \| \| \| \| \| \| \| \| \| \| 2. Ludwig IV của Hessen và Rhein[55] \| \| \| \| \| \| \| \| \| \| \| \| \| \| \| \| \| \| \| \| \| \| \| \| \| \| \| \| \| \| \| \| \| \| \| \| \| \| \| \| \| \| \| \| \| \| \| \| \| \| \| \| \| \| 20. Friedrich Wilhelm II của Phổ[56] \| \| \| \| \| \| \| \| \| \| \| \| \| \| \| \| \| \| \| \| \| \| \| \| \| \| \| \| \| \| \| \| \| \| \| \| \| \| \| \| \| \| \| \| \| \| \| \| \| \| \| \| \| \| 10. Friedrich Wilhelm Karl của Phổ[57] \| \| \| \| \| \| \| \| \| \| \| \| \| \| \| \| \| \| \| \| \| \| \| \| \| \| \| \| \| \| \| \| \| \| \| \| \| \| \| \| \| \| \| \| \| \| \| \| \| \| \| \| \| \| 21. Friederike Luise xứ Hessen-Darmstadt[56] \| \| \| \| \| \| \| \| \| \| \| \| \| \| \| \| \| \| \| \| \| \| \| \| \| \| \| \| \| \| \| \| \| \| \| \| \| \| \| \| \| \| \| \| \| \| \| \| \| \| \| \| \| \| 5. Elisabeth của Phổ[53] \| \| \| \| \| \| \| \| \| \| \| \| \| \| \| \| \| \| \| \| \| \| \| \| \| \| \| \| \| \| \| \| \| \| \| \| \| \| \| \| \| \| \| \| \| \| \| \| \| \| \| \| \| \| 22. Friedrich V xứ Hessen-Homburg[58] \| \| \| \| \| \| \| \| \| \| \| \| \| \| \| \| \| \| \| \| \| \| \| \| \| \| \| \| \| \| \| \| \| \| \| \| \| \| \| \| \| \| \| \| \| \| \| \| \| \| \| \| \| \| 11. Maria Anna Amalie xứ Hessen-Homburg[57] \| \| \| \| \| \| \| \| \| \| \| \| \| \| \| \| \| \| \| \| \| \| \| \| \| \| \| \| \| \| \| \| \| \| \| \| \| \| \| \| \| \| \| \| \| \| \| \| \| \| \| \| \| \| 23. Karoline xứ Hessen-Darmstadt[58] \| \| \| \| \| \| \| \| \| \| \| \| \| \| \| \| \| \| \| \| \| \| \| \| \| \| \| \| \| \| \| \| \| \| \| \| \| \| \| \| \| \| \| \| \| \| \| \| \| \| \| \| \| \| 1. Victoria của Hessen và Rhein \| \| \| \| \| \| \| \| \| \| \| \| \| \| \| \| \| \| \| \| \| \| \| \| \| \| \| \| \| \| \| \| \| \| \| \| \| \| \| \| \| \| \| \| \| \| \| \| \| \| \| \| \| \| 24. George III của Liên hiệp Anh[59] \| \| \| \| \| \| \| \| \| \| \| \| \| \| \| \| \| \| \| \| \| \| \| \| \| \| \| \| \| \| \| \| \| \| \| \| \| \| \| \| \| \| \| \| \| \| \| \| \| \| \| \| \| \| 12. Edward của Liên hiệp Anh[55] \| \| \| \| \| \| \| \| \| \| \| \| \| \| \| \| \| \| \| \| \| \| \| \| \| \| \| \| \| \| \| \| \| \| \| \| \| \| \| \| \| \| \| \| \| \| \| \| \| \| \| \| \| \| 25. Charlotte xứ Mecklenburg-Strelitz[59] \| \| \| \| \| \| \| \| \| \| \| \| \| \| \| \| \| \| \| \| \| \| \| \| \| \| \| \| \| \| \| \| \| \| \| \| \| \| \| \| \| \| \| \| \| \| \| \| \| \| \| \| \| \| 6. Victoria I của Liên hiệp Anh[55] \| \| \| \| \| \| \| \| \| \| \| \| \| \| \| \| \| \| \| \| \| \| \| \| \| \| \| \| \| \| \| \| \| \| \| \| \| \| \| \| \| \| \| \| \| \| \| \| \| \| \| \| \| \| 26. Franz I xứ Sachsen-Coburg-Saalfeld (= 28) [59] \| \| \| \| \| \| \| \| \| \| \| \| \| \| \| \| \| \| \| \| \| \| \| \| \| \| \| \| \| \| \| \| \| \| \| \| \| \| \| \| \| \| \| \| \| \| \| \| \| \| \| \| \| \| 13. Victoire xứ Sachsen-Coburg-Saalfeld[55] \| \| \| \| \| \| \| \| \| \| \| \| \| \| \| \| \| \| \| \| \| \| \| \| \| \| \| \| \| \| \| \| \| \| \| \| \| \| \| \| \| \| \| \| \| \| \| \| \| \| \| \| \| \| 27. Auguste Reuß xứ Ebersdorf (= 29)[59] \| \| \| \| \| \| \| \| \| \| \| \| \| \| \| \| \| \| \| \| \| \| \| \| \| \| \| \| \| \| \| \| \| \| \| \| \| \| \| \| \| \| \| \| \| \| \| \| \| \| \| \| \| \| 3. Alice của Liên hiệp Anh[55] \| \| \| \| \| \| \| \| \| \| \| \| \| \| \| \| \| \| \| \| \| \| \| \| \| \| \| \| \| \| \| \| \| \| \| \| \| \| \| \| \| \| \| \| \| \| \| \| \| \| \| \| \| \| 28. Franz I xứ Sachsen-Coburg-Saalfeld (= 26)[59] \| \| \| \| \| \| \| \| \| \| \| \| \| \| \| \| \| \| \| \| \| \| \| \| \| \| \| \| \| \| \| \| \| \| \| \| \| \| \| \| \| \| \| \| \| \| \| \| \| \| \| \| \| \| 14. Ernst I xứ Sachsen-Coburg và Gotha[55] \| \| \| \| \| \| \| \| \| \| \| \| \| \| \| \| \| \| \| \| \| \| \| \| \| \| \| \| \| \| \| \| \| \| \| \| \| \| \| \| \| \| \| \| \| \| \| \| \| \| \| \| \| \| 29. Auguste Reuß xứ Ebersdorf (= 27)[59] \| \| \| \| \| \| \| \| \| \| \| \| \| \| \| \| \| \| \| \| \| \| \| \| \| \| \| \| \| \| \| \| \| \| \| \| \| \| \| \| \| \| \| \| \| \| \| \| \| \| \| \| \| \| 7. Albrecht xứ Sachsen-Coburg và Gotha[55] \| \| \| \| \| \| \| \| \| \| \| \| \| \| \| \| \| \| \| \| \| \| \| \| \| \| \| \| \| \| \| \| \| \| \| \| \| \| \| \| \| \| \| \| \| \| \| \| \| \| \| \| \| \| 30. August I xứ Sachsen-Gotha-Altenburg[59] \| \| \| \| \| \| \| \| \| \| \| \| \| \| \| \| \| \| \| \| \| \| \| \| \| \| \| \| \| \| \| \| \| \| \| \| \| \| \| \| \| \| \| \| \| \| \| \| \| \| \| \| \| \| 15. Luise Pauline xứ Sachsen-Gotha-Altenburg[55] \| \| \| \| \| \| \| \| \| \| \| \| \| \| \| \| \| \| \| \| \| \| \| \| \| \| \| \| \| \| \| \| \| \| \| \| \| \| \| \| \| \| \| \| \| \| \| \| \| \| \| \| \| \| 31. Luise Charlotte xứ Mecklenburg-Schwerin[59] \| \| \| \| \| \| \| \| \| \| \| \| \| \| \| \| \| \| \| \| \| \| \| \| \| \| \| \| \| \| \| \| \| \| \| \| \| \| \| \| \| \| \| \| \| \| \| \| \| \| \| \| |                                                  |  |  |  |  |  |  |  |  |  |  |  |  |  |  |  |
| |                                                  |  |  |  |  |  |  |  |  |  |  |  |  |  |  |  |
| | 16. Ludwig I xứ Hessen và Rhein                  |  |  |  |  |  |  |  |  |  |  |  |  |  |  |  |
| |                                                  |  |  |  |  |  |  |  |  |  |  |  |  |  |  |  |
| |                                                  |  |  |  |  |  |  |  |  |  |  |  |  |  |  |  |
| | 8. Ludwig II xứ Hessen và Rhein                  |  |  |  |  |  |  |  |  |  |  |  |  |  |  |  |
| |                                                  |  |  |  |  |  |  |  |  |  |  |  |  |  |  |  |
| |                                                  |  |  |  |  |  |  |  |  |  |  |  |  |  |  |  |
| | 17. Luise Henriette Karoline xứ Hessen-Darmstadt |  |  |  |  |  |  |  |  |  |  |  |  |  |  |  |
| |                                                  |  |  |  |  |  |  |  |  |  |  |  |  |  |  |  |
| |                                                  |  |  |  |  |  |  |  |  |  |  |  |  |  |  |  |
| | 4. Karl xứ Hessen và Rhein                       |  |  |  |  |  |  |  |  |  |  |  |  |  |  |  |
| |                                                  |  |  |  |  |  |  |  |  |  |  |  |  |  |  |  |
| |                                                  |  |  |  |  |  |  |  |  |  |  |  |  |  |  |  |
| | 18. Karl Ludwig xứ Baden                         |  |  |  |  |  |  |  |  |  |  |  |  |  |  |  |
| |                                                  |  |  |  |  |  |  |  |  |  |  |  |  |  |  |  |
| |                                                  |  |  |  |  |  |  |  |  |  |  |  |  |  |  |  |
| | 9. Wilhelmine xứ Baden                           |  |  |  |  |  |  |  |  |  |  |  |  |  |  |  |
| |                                                  |  |  |  |  |  |  |  |  |  |  |  |  |  |  |  |
| |                                                  |  |  |  |  |  |  |  |  |  |  |  |  |  |  |  |
| | 19. Amalie xứ Hessen-Darmstadt                   |  |  |  |  |  |  |  |  |  |  |  |  |  |  |  |
| |                                                  |  |  |  |  |  |  |  |  |  |  |  |  |  |  |  |
| |                                                  |  |  |  |  |  |  |  |  |  |  |  |  |  |  |  |
| | 2. Ludwig IV của Hessen và Rhein                 |  |  |  |  |  |  |  |  |  |  |  |  |  |  |  |
| |                                                  |  |  |  |  |  |  |  |  |  |  |  |  |  |  |  |
| |                                                  |  |  |  |  |  |  |  |  |  |  |  |  |  |  |  |
| | 20. Friedrich Wilhelm II của Phổ                 |  |  |  |  |  |  |  |  |  |  |  |  |  |  |  |
| |                                                  |  |  |  |  |  |  |  |  |  |  |  |  |  |  |  |
| |                                                  |  |  |  |  |  |  |  |  |  |  |  |  |  |  |  |
| | 10. Friedrich Wilhelm Karl của Phổ               |  |  |  |  |  |  |  |  |  |  |  |  |  |  |  |
| |                                                  |  |  |  |  |  |  |  |  |  |  |  |  |  |  |  |
| |                                                  |  |  |  |  |  |  |  |  |  |  |  |  |  |  |  |
| | 21. Friederike Luise xứ Hessen-Darmstadt         |  |  |  |  |  |  |  |  |  |  |  |  |  |  |  |
| |                                                  |  |  |  |  |  |  |  |  |  |  |  |  |  |  |  |
| |                                                  |  |  |  |  |  |  |  |  |  |  |  |  |  |  |  |
| | 5. Elisabeth của Phổ                             |  |  |  |  |  |  |  |  |  |  |  |  |  |  |  |
| |                                                  |  |  |  |  |  |  |  |  |  |  |  |  |  |  |  |
| |                                                  |  |  |  |  |  |  |  |  |  |  |  |  |  |  |  |
| | 22. Friedrich V xứ Hessen-Homburg                |  |  |  |  |  |  |  |  |  |  |  |  |  |  |  |
| |                                                  |  |  |  |  |  |  |  |  |  |  |  |  |  |  |  |
| |                                                  |  |  |  |  |  |  |  |  |  |  |  |  |  |  |  |
| | 11. Maria Anna Amalie xứ Hessen-Homburg          |  |  |  |  |  |  |  |  |  |  |  |  |  |  |  |
| |                                                  |  |  |  |  |  |  |  |  |  |  |  |  |  |  |  |
| |                                                  |  |  |  |  |  |  |  |  |  |  |  |  |  |  |  |
| | 23. Karoline xứ Hessen-Darmstadt                 |  |  |  |  |  |  |  |  |  |  |  |  |  |  |  |
| |                                                  |  |  |  |  |  |  |  |  |  |  |  |  |  |  |  |
| |                                                  |  |  |  |  |  |  |  |  |  |  |  |  |  |  |  |
| | 1. Victoria của Hessen và Rhein                  |  |  |  |  |  |  |  |  |  |  |  |  |  |  |  |
| |                                                  |  |  |  |  |  |  |  |  |  |  |  |  |  |  |  |
| |                                                  |  |  |  |  |  |  |  |  |  |  |  |  |  |  |  |
| | 24. George III của Liên hiệp Anh                 |  |  |  |  |  |  |  |  |  |  |  |  |  |  |  |
| |                                                  |  |  |  |  |  |  |  |  |  |  |  |  |  |  |  |
| |                                                  |  |  |  |  |  |  |  |  |  |  |  |  |  |  |  |
| | 12. Edward của Liên hiệp Anh                     |  |  |  |  |  |  |  |  |  |  |  |  |  |  |  |
| |                                                  |  |  |  |  |  |  |  |  |  |  |  |  |  |  |  |
| |                                                  |  |  |  |  |  |  |  |  |  |  |  |  |  |  |  |
| | 25. Charlotte xứ Mecklenburg-Strelitz            |  |  |  |  |  |  |  |  |  |  |  |  |  |  |  |
| |                                                  |  |  |  |  |  |  |  |  |  |  |  |  |  |  |  |
| |                                                  |  |  |  |  |  |  |  |  |  |  |  |  |  |  |  |
| | 6. Victoria I của Liên hiệp Anh                  |  |  |  |  |  |  |  |  |  |  |  |  |  |  |  |
| |                                                  |  |  |  |  |  |  |  |  |  |  |  |  |  |  |  |
| |                                                  |  |  |  |  |  |  |  |  |  |  |  |  |  |  |  |
| | 26. Franz I xứ Sachsen-Coburg-Saalfeld (= 28)    |  |  |  |  |  |  |  |  |  |  |  |  |  |  |  |
| |                                                  |  |  |  |  |  |  |  |  |  |  |  |  |  |  |  |
| |                                                  |  |  |  |  |  |  |  |  |  |  |  |  |  |  |  |
| | 13. Victoire xứ Sachsen-Coburg-Saalfeld          |  |  |  |  |  |  |  |  |  |  |  |  |  |  |  |
| |                                                  |  |  |  |  |  |  |  |  |  |  |  |  |  |  |  |
| |                                                  |  |  |  |  |  |  |  |  |  |  |  |  |  |  |  |
| | 27. Auguste Reuß xứ Ebersdorf (= 29)             |  |  |  |  |  |  |  |  |  |  |  |  |  |  |  |
| |                                                  |  |  |  |  |  |  |  |  |  |  |  |  |  |  |  |
| |                                                  |  |  |  |  |  |  |  |  |  |  |  |  |  |  |  |
| | 3. Alice của Liên hiệp Anh                       |  |  |  |  |  |  |  |  |  |  |  |  |  |  |  |
| |                                                  |  |  |  |  |  |  |  |  |  |  |  |  |  |  |  |
| |                                                  |  |  |  |  |  |  |  |  |  |  |  |  |  |  |  |
| | 28. Franz I xứ Sachsen-Coburg-Saalfeld (= 26)    |  |  |  |  |  |  |  |  |  |  |  |  |  |  |  |
| |                                                  |  |  |  |  |  |  |  |  |  |  |  |  |  |  |  |
| |                                                  |  |  |  |  |  |  |  |  |  |  |  |  |  |  |  |
| | 14. Ernst I xứ Sachsen-Coburg và Gotha           |  |  |  |  |  |  |  |  |  |  |  |  |  |  |  |
| |                                                  |  |  |  |  |  |  |  |  |  |  |  |  |  |  |  |
| |                                                  |  |  |  |  |  |  |  |  |  |  |  |  |  |  |  |
| | 29. Auguste Reuß xứ Ebersdorf (= 27)             |  |  |  |  |  |  |  |  |  |  |  |  |  |  |  |
| |                                                  |  |  |  |  |  |  |  |  |  |  |  |  |  |  |  |
| |                                                  |  |  |  |  |  |  |  |  |  |  |  |  |  |  |  |
| | 7. Albrecht xứ Sachsen-Coburg và Gotha           |  |  |  |  |  |  |  |  |  |  |  |  |  |  |  |
| |                                                  |  |  |  |  |  |  |  |  |  |  |  |  |  |  |  |
| |                                                  |  |  |  |  |  |  |  |  |  |  |  |  |  |  |  |
| | 30. August I xứ Sachsen-Gotha-Altenburg          |  |  |  |  |  |  |  |  |  |  |  |  |  |  |  |
| |                                                  |  |  |  |  |  |  |  |  |  |  |  |  |  |  |  |
| |                                                  |  |  |  |  |  |  |  |  |  |  |  |  |  |  |  |
| | 15. Luise Pauline xứ Sachsen-Gotha-Altenburg     |  |  |  |  |  |  |  |  |  |  |  |  |  |  |  |
| |                                                  |  |  |  |  |  |  |  |  |  |  |  |  |  |  |  |
| |                                                  |  |  |  |  |  |  |  |  |  |  |  |  |  |  |  |
| | 31. Luise Charlotte xứ Mecklenburg-Schwerin      |  |  |  |  |  |  |  |  |  |  |  |  |  |  |  |
| |                                                  |  |  |  |  |  |  |  |  |  |  |  |  |  |  |  |
| |                                                  |  |  |  |  |  |  |  |  |  |  |  |  |  |  |  |